# Поляновский сельский совет (Мелитопольский район)
Поляновский сельский совет (укр. Полянівська сільська рада) — входит в состав
Мелитопольского района
Запорожской области
Украины.
Административный центр сельского совета находится в 
с. Поляновка
.

## История
- 1945 — дата образования.

## Населённые пункты совета
- с. Поляновка
- с. Верховина
- с. Золотая Долина
- с. Лазурное
- с. Марьевка